# Trididemnum thetidis
Trididemnum thetidis är en sjöpungsart som beskrevs av Van Name 1945. Trididemnum thetidis ingår i släktet Trididemnum och familjen Didemnidae. Inga underarter finns listade i Catalogue of Life.